# Джіппеншя Ікку
Джіппеншя Ікку (яп. 十返舎一九, じっぺんしゃいっく; 1765― 12 вересня 1831) — японський письменник періоду Едо. Працював у жанрах ліричної сатири, романів для дорослих, популярних оповідань для простолюдинів. Справжнє ім'я — Шіґета Садакадзу (яп. 重田貞一, しげたさだかず).

## Короткі відомості
Про першу половину життя Джіппеншя Ікку відомо дуже мало. Він народився 1765 року в провінції Суруґа, в самурайській родині. Певно Ікку служив якомусь володарю, але невдовзі був звільнений. У віці 23 років він переїхав до Осаки, де поступив на службу до міського урядника Одакірі, але за декілька місяців знову втратив роботу. 
1789 року Ікку обрав собі псевдонім Чікамацу Йошіті і разом із молодими письменниками Вакатаке Фуміє та Намікі Сен'я опублікував першу п'єсу для лялькового театру «Битва Кіношіти Каґахадзами». 1794 року він перебрався до Едо, де почав працювати у жанрі романів для дорослих кібьоші. Протягом наступних 20 років Ікку видав близько 23 творів. Між 1801—1804 роками він працював над сатиричними оповіданнями і 1802 року вперше опублікував «Подорож дорогою Східного моря». Цей твір був дуже схвально сприйнятий читачами. Він розійшовся великими накладами і його перевидавали декілька разів протягом 21 року. Завдяки гонорарам від «Подорожі» Ікку покінчив зі своїм скрутним фінансовим положенням і до кінця життя зміг видати понад 360 творів різних жанрів. Окрім сатиричних оповідань він опублікував ряд підручників для міщан і селян, допомагав молодим письменникам, видаючи їхні роботи під своїм іменем, аби завоювати їм популярність серед читачів. Решту життя Ікку провів у Едо, де й помер 1831 року. Його поховали у монастирі Тойоїн в районі Тюо сучасного Токіо. 
В сучасному японському літературознавстві Ікку вважається найбільшим популярним народним письменником періоду Едо.